# Diekirch vasútállomás
Diekirch vasútállomás Luxemburgban, Diekirch településen található.

## Vasútvonalak
Az állomást az alábbi vasútvonalak érintik:
- Ettelbrück–Grevenmacher-vasútvonal

## Kapcsolódó állomások
A vasútállomáshoz az alábbi állomások vannak a legközelebb:
- Ettelbruck vasútállomás